# Film in 1999
Dit artikel gaat over de film in het jaar 1999. Bekende films uit 1999 zijn Star Wars: Episode I: The Phantom Menace, het tweede deel van Toy Story, The Sixth Sense en het eerste Matrix-deel

## Succesvolste films
De tien films uit 1999 die het meest opbrachten.
| Plaats | Titel                                    | Distributeur       | Opbrengst      | Opbrengst    | Opbrengst           | Opbrengst   |
| Plaats | Titel                                    | Distributeur       | Wereldwijd     | VS/Canada    | Verenigd Koninkrijk | Australië   |
| ------ | ---------------------------------------- | ------------------ | -------------- | ------------ | ------------------- | ----------- |
| 1.     | Star Wars: Episode I: The Phantom Menace | 20th Century Fox   | $1.027.082.707 | $431.088.301 | £50.734.924         | $38.828.310 |
| 2.     | The Sixth Sense                          | Buena Vista        | $672.806.292   | $293.506.292 | £25.407.279         | $29.298.667 |
| 3.     | Toy Story 2                              | Buena Vista        | $485.015.179   | $245.852.179 | £43.294.228         | $20.131.422 |
| 4.     | The Matrix                               | Warner Bros.       | $460.379.930   | $171.479.930 | £16.918.842         | $23.160.219 |
| 5.     | Tarzan                                   | Buena Vista        | $448.191.819   | $171.091.819 | £17.694.331         | $11.399.994 |
| 6.     | The Mummy                                | Universal Pictures | $415.933.406   | $155.385.488 | £17.362.781         | $18.107.396 |
| 7.     | Notting Hill                             | Universal Pictures | $363.889.678   | $116.089.678 | £30.403.825         | $20.831.399 |
| 8.     | The World Is Not Enough                  | MGM                | $361.832.400   | $126.943.684 | £28.367.515         | $14.168.737 |
| 9.     | American Beauty                          | DreamWorks         | $356.296.601   | $130.096.601 | £21.261.601         | $19.016.237 |
| 10.    | Austin Powers: The Spy Who Shagged Me    | New Line Cinema    | $312.016.858   | $206.040.086 | £25.635.589         | $22.380.168 |

## Prijzen
72ste Academy Awards:
Beste Film: American Beauty
Beste Regisseur: Sam Mendes - American Beauty
Beste Acteur: Kevin Spacey - American Beauty
Beste Actrice: Hilary Swank - Boys Don't Cry
Beste Mannelijke Bijrol: Michael Caine - The Cider House Rules
Beste Vrouwelijke Bijrol: Angelina Jolie - Girl, Interrupted
Beste Niet-Engelstalige Film: Todo sobre mi madre (All About My Mother), geregisseerd door Pedro Almodóvar, Spanje/Frankrijk
57ste Golden Globe Awards:
Drama:
Beste Film: American Beauty
Beste Acteur: Denzel Washington - The Hurricane
Beste Actrice: Hilary Swank - Boys Don't Cry
Musical of Komedie:
Beste Film: Toy Story 2
Beste Acteur: Jim Carrey - Man on the Moon
Beste Actrice: Janet McTeer - Tumbleweeds
Overige:
Beste Regisseur: Sam Mendes - American Beauty
Beste Buitenlandse Film: Todo sobre mi madre (All About My Mother), Spanje / Frankrijk
BAFTA Awards:
Beste Film: American Beauty
Beste Acteur: Kevin Spacey
Beste Actrice: Annette Bening
Palme d'Or (Filmfestival van Cannes):
Rosetta, geregisseerd door Luc en Jean-Pierre Dardenne, Frankrijk / België
Gouden Leeuw (Filmfestival van Venetië):
Not One Less (Yi ge dou bu neng shao), geregisseerd door Zhang Yimou, China
Gouden Beer (Filmfestival van Berlijn):
The Thin Red Line, geregisseerd door Terrence Malick, Canada / Verenigde Staten

## Lijst van films
- American Beauty
- American Pie
- Analyze This
- Angela's Ashes
- Any Given Sunday
- Austin Powers: The Spy Who Shagged Me
- Beautiful People
- Being John Malkovich
- Beyond the Mat
- Bicentennial Man
- Big Daddy
- The Blair Witch Project
- Blast from the Past
- Blue Streak
- The Bone Collector
- The Boondock Saints
- Bowfinger
- Boys Don't Cry
- Bringing Out the Dead
- Buena Vista Social Club
- But I'm a Cheerleader
- Chutney Popcorn
- The Cider House Rules
- De cup
- Deep Blue Sea
- Deuce Bigalow: Male Gigolo
- Dick
- Dogma
- Dudley Do-Right
- EDtv
- Election
- End of Days
- The End of the Affair
- Entrapment
- Eyes Wide Shut
- Fantasia 2000
- Fight Club
- Flawless
- Forces of Nature
- Galaxy Quest
- Ghost Dog: The Way of the Samurai
- Girl, Interrupted
- Godzilla 2000: Millennium
- The Green Mile
- Guest House Paradiso
- Guinevere
- The Haunting
- The Hi-Line
- Himalaya
- The Hurricane
- De ijzeren reus (Engels: The Iron Giant)
- In Dreams
- The Insider
- Inspector Gadget
- Instinct
- El Intruso
- Just the Ticket
- La ley de Herodes
- Life
- Lycanthrope
- Magnolia
- Man of the Century
- Man on the Moon
- Man van staal
- Mansfield Park
- The Matrix
- Message in a Bottle
- The Messenger: The Story of Joan of Arc
- The Mummy
- Muppets from Space
- Music of the Heart
- My Favorite Martian
- My Neighbors the Yamadas
- Mystery Men
- Never Been Kissed
- The Ninth Gate
- Not One Less (Yi ge dou bu neng shao)
- Notting Hill
- October Sky
- Office Space
- The Omega Code
- One Day in September
- Our Friend, Martin
- Payback
- Pippi Longstocking's Adventures on the South Seas
- Pokémon de film: Mewtwo tegen Mew (Engels: Pokémon: The First Movie - Mewtwo Strikes Back)
- Pushing Tin
- Random Hearts
- Rosetta
- Runaway Bride
- She's All That
- Shiri
- Shower (Xizao)
- Simply Irresistible
- The Sixth Sense
- Sleepy Hollow
- A Slipping-Down Life
- South Park: Bigger, Longer & Uncut
- Star Wars: Episode I: The Phantom Menace
- Stigmata
- The Straight Story
- Stuart Little
- Sunshine
- Swing
- The Talented Mr. Ripley
- Tarzan
- Tea with Mussolini
- The Thirteenth Floor
- The Thirteenth Year
- The Thomas Crown Affair
- Three Kings
- Three Seasons
- Three to Tango
- Todo sobre mi madre
- Topsy-Turvy
- Toy Story 2
- Trials of Telo Rinpoche
- Trick
- True Crime
- Tube Tales
- Tumbleweeds
- Vergeten straat
- The Virgin Suicides
- The War Zone
- Whatever Happened to Harold Smith?
- Wild Wild West
- The Winslow Boy
- The World Is Not Enough

### Lijst van Nederlandse films
- Baantjer: De Cock en de wraak zonder einde
- De boekverfilming
- Cowboy uit Iran
- The Delivery
- Jezus is een Palestijn
- Kruimeltje
- Lef
- Man, vrouw, hondje
- Maten
- Missing Link
- Nachtvlinder
- No Trains No Planes
- De rode zwaan
- Suzy Q
- De trein van zes uur tien
- Unter den Palmen

## Overleden
| Datum        | Naam             | Leeftijd | Beroep                                 |
| ------------ | ---------------- | -------- | -------------------------------------- |
| 15 januari   | Betty Box        | 83       | filmproducer                           |
| 20 februari  | Gene Siskel      | 53       | filmcriticus                           |
| 5 maart      | Richard Kiley    | 73       | acteur                                 |
| 7 maart      | Stanley Kubrick  | 70       | regisseur                              |
| 13 maart     | Garson Kanin     | 86       | schrijver, regisseur                   |
| 14 april     | Ellen Corby      | 87       | actrice                                |
| 21 april     | Buddy Rogers     | 94       | acteur, echtgenoot van Mary Pickford   |
| 28 april     | Rory Calhoun,    | 76       | acteur                                 |
| 2 mei        | Oliver Reed      | 61       | acteur                                 |
| 8 mei        | Dirk Bogarde     | 78       | acteur en schrijver                    |
| 21 mei       | Vanessa Brown    | 71       | actrice                                |
| 11 juni      | DeForest Kelley  | 79       | acteur                                 |
| 29 juni      | Allan Carr       | 62       | producer                               |
| 1 juli       | Edward Dmytryk   | 90       | regisseur                              |
| 1 juli       | Sylvia Sidney    | 88       | actrice                                |
| 2 juli       | Mario Puzo       | 78       | schrijver (van het boek The Godfather) |
| 4 augustus   | Victor Mature    | 86       | acteur                                 |
| 7 augustus   | Brion James      | 54       | acteur                                 |
| 9 september  | Ruth Roman       | 76       | actrice                                |
| 14 september | Charles Crichton | 89       | regisseur                              |
| 22 september | George C. Scott  | 71       | acteur                                 |
| 3 november   | Ian Bannen       | 71       | acteur                                 |
| 3 december   | Madeline Kahn    | 57       | actrice                                |
| 17 december  | Rex Allen        | 78       | acteur, zanger                         |
| 18 december  | Robert Bresson   | 98       | regisseur                              |
| 19 december  | Desmond Llewelyn | 85       | acteur, 'Q" in de James Bondfilms      |
| 23 december  | Lois Hamilton    | 56       | actrice, artiest, model                |
| 27 december  | Pierre Clémenti  | 57       | acteur                                 |

1870-1879 · 1880-1889 · 1890 · 1891 · 1892 · 1893 · 1894 · 1895 · 1896 · 1897 · 1898 · 1899 · 1900 · 1901 · 1902 · 1903 · 1904 · 1905 · 1906 · 1907 · 1908 · 1909 · 1910 · 1911 · 1912 · 1913 · 1914 · 1915 · 1916 · 1917 · 1918 · 1919 · 1920 · 1921 · 1922 · 1923 · 1924 · 1925 · 1926 · 1927 · 1928 · 1929 · 1930 · 1931 · 1932 · 1933 · 1934 · 1935 · 1936 · 1937 · 1938 · 1939 · 1940 · 1941 · 1942 · 1943 · 1944 · 1945 · 1946 · 1947 · 1948 · 1949 · 1950 · 1951 · 1952 · 1953 · 1954 · 1955 · 1956 · 1957 · 1958 · 1959 · 1960 · 1961 · 1962 · 1963 · 1964 · 1965 · 1966 · 1967 · 1968 · 1969 · 1970 · 1971 · 1972 · 1973 · 1974 · 1975 · 1976 · 1977 · 1978 · 1979 · 1980 · 1981 · 1982 · 1983 · 1984 · 1985 · 1986 · 1987 · 1988 · 1989 · 1990 · 1991 · 1992 · 1993 · 1994 · 1995 · 1996 · 1997 · 1998 · 1999 · 2000 · 2001 · 2002 · 2003 · 2004 · 2005 · 2006 · 2007 · 2008 · 2009 · 2010 · 2011 · 2012 · 2013 · 2014 · 2015 · 2016 · 2017 · 2018 · 2019 · 2020 · 2021 · 2022 · 2023 · 2024 · 2025